# Henri-Paul Motte
Pour les articles homonymes, voir Motte.
Henri-Paul Motte né le 15 décembre 1846 à Paris et mort le 25 mars 1922 à Bourg-la-Reine est un architecte et un peintre français.

## Biographie
Élève de Jean-Léon Gérôme, Henri-Paul Motte est connu pour ses tableaux sur des sujets historiques comme Vercingétorix se rend à César (1886), Le Cheval de Troie (1874), La Pythie (1875), Baal Moloch dévorant les prisonniers à Babylone (1876), Passage du Rhône par l'Annibal (1878) ainsi qu'une scène fantastique inspirée d'un épisode de l’Odyssée : Circé et les compagnons d'Ulysse, enfin Richelieu sur la digue de La Rochelle (1881).
Henri-Paul Motte est nommé chevalier de la Légion d'honneur en 1892. Il obtient une médaille de bronze à l'Exposition universelle de 1900 à Paris. Il est aussi officier de l'Annam et du Cambodge en tant que professeur de dessin[source insuffisante].
Décédé dans sa maison au 27 grande-rue (autrefois 21), il est inhumé le 28 mars 1922 dans le cimetière de Bourg-la-Reine (Hauts-de-Seine). Sa dépouille sera transférée, quelque temps après, dans le cimetière de Trégastel (Côtes-d'Armor)[réf. souhaitée].

## Œuvre

### Salons
- 1874 : Le Cheval de Troie[4],[5]
- 1875 : La Pythie : L'Oracle de Delphes[6]
- 1876 : Baal dévore les  prisonniers de guerre à Babylone[7],[8]
- 1877 : Samson et Dalida[9]
- 1878 : Passage du Rhône par l'armée d'Annibal[10]
- 1879 : Circé et les compagnons d'Ulysse[11],[12]
- 1880 : César s'ennuie, acquis par l'État[13]
- 1881 : Richelieu sur la digue de La Rochelle[14] ; Les oies du Capitole[14]
- 1882 : Le 24 mai 1871[15]
- 1884 : La revanche[16] ; Passé et présent : union du Limousin à la France par Henri IV[16]
- 1885 : La fiancée de Bélus[17]
- 1886 : Vercingétorix se rend à César[18]
- 1887 : La bouche de l'oracle[19] ; Étude[19]
- 1888 : Don Juan[20] ; Ulysse et ses compagnons chez le Cyclope[20]
- 1889 : Étude no 53[21] ; planche de l'Iliade[21]
- 1890 : Louis XVI allant à l'échafaud dans le carrosse du ministre des finances[22] ; Étude[22]
- 1892 : Le 10 août 1792[23]
- 1894 : Légende de sainte Geneviève (patronne de Paris)[24] ; La revue des phoques[24]
- 1895 : Le serment des Gaules[25]
- 1896 : Essai de décorations historiques : Strasbourg et Metz[26]  ; Les colombes du temple de Vénus[26]
- 1897 : À la fontaine[27] ; Sur la passerelle[27]
- 1898 : Bonaparte au trône de Charlemagne (1804)[28], étude ; Mane, Thecel, Pharès[28], aquarelle
- 1899 : 1820[29] ou Napoléon en 1820 ; Le Veau d'or[29], aquarelle
- 1901 : La cueille du gui[30] (1900) ; Sémiramis se montrant à son peuple en révolte, aquarelle
- 1902 : Dans le temple de Sekett[31] ; Chute du temple de Dagon[29], aquarelle
- 1903 : Sous la Terreur : Joséphine de Beauharnais, Thérèse Cabarrus et Mme d'Aiguillon à la prison des Carmes[32] ; Trois personnages de la Bible[32] ; Samson et les portes de Gaza[31] , aquarelle ; Étude[32], pastel
- 1904 : Siège d'Alésia : l'« artillerie » romaine dans ses retranchements[33] ; Trio[33]
- 1905 : Les deux dernier carrés de Waterloo (d'après « 1815 » de M. Henri Houssaye) ; Portrait de Mme ***
- 1906 : Zama
- 1907 : Les yeux de Cauchon ; La fresque vivante « Saint-Antoine aux hypogées »
- 1908 : Le Christ au banquet : le premier socialiste ; Le petit Turenne
- 1909 : Heliogabale et ses convives ; La communion de l'aïeule
- 1910 : Sur les marches ; La vengeance du sultan
- 1911 : L'Amour maternel ; La Vallée du Logodon ; Portrait de Mme H.M., pastel
- 1912 : Le « Troieron » ; La « Chute des Dieux » : composition mystique
- 1913 : Caprices de princesse ; Le dernier travail de serrurerie de Louis XVI
- 1914 : La Gorgone ; Nausicaa
- 1920 : Le canon de St Georges ; Saint-Dié

### Expositions

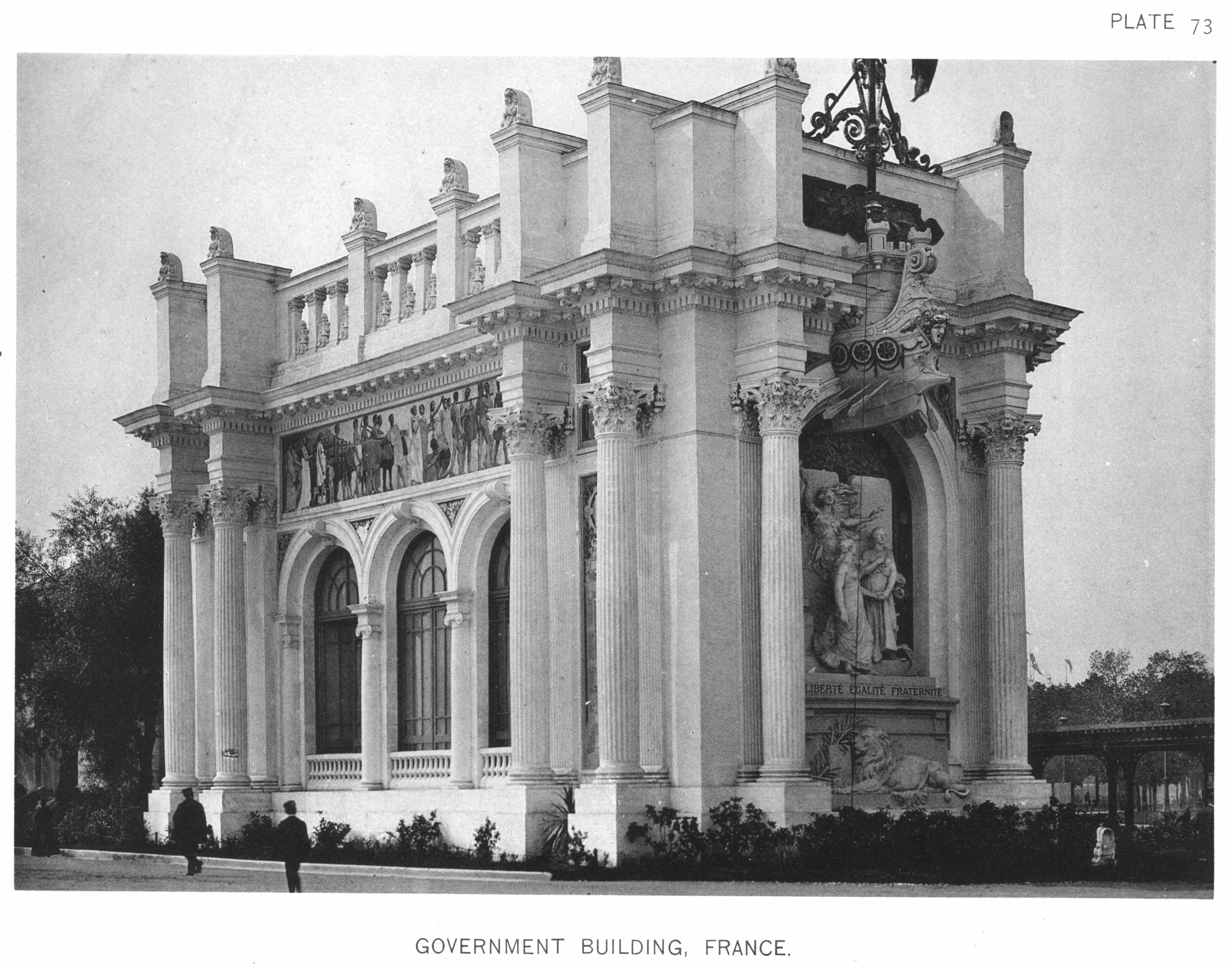
Pavillon d'exposition de la France à la World's Columbian exposition, Chicago, 1893 (détruit).

- 1889 : Exposition universelle de Paris, dioramas pour le pavillon du panorama de la Compagnie transatlantique, œuvre collective (Henri-Paul Nénot architecte ; Théophile Poilpot panoramiste-dioramiste ; F. Hoffbauer, F. Montenard, et H. Motte dioramistes) édifiée à l'instigation de la Compagnie générale transatlantique. Le pavillon était établi dans l'axe de l'avenue de La Bourdonnais sur le quai d'Orsay en surplombant partiellement le quai bas de la rive gauche la Seine[34].
- 1893 : Exposition universelle de Chicago (World's Columbian exposition), pavillon d'exposition de la France, en collaboration avec René Dubuisson (1855-1921), architecture et décor peint[35]. Quatre panneaux décoratifs portant les noms des colonies de la France en Afrique pour le pavillon d'exposition de la Tunisie.

### Œuvres dans les collections publiques
Algérie
- Alger, musée national des Beaux-Arts d'Alger : Baal Moloch dévorant les prisonniers de guerre à Babylone, salon de 1876[7] .

États-Unis
- Hartford (Connecticut), Wadsworth Atheneum : Le Cheval de Troie, 1874.

France
- Auxerre, musée Saint-Germain : César s'ennuie, 1880, hauteur 285 × largeur 380 cm[36].
- Bagnols-sur-Cèze, musée Albert-André : Passage du Rhône par l'armée d'Annibal, 1878.
- La Rochelle, musée des Beaux-Arts de La Rochelle : Richelieu sur la digue de La Rochelle, 1881.
- Le Puy-en-Velay, musée Crozatier : Vercingétorix se rendant à César, 1886[37].
- Limoges, hôtel de Ville, palier du 1er étage de l'escalier d'honneur : Passé et Présent : union du Limousin à la France par Henri IV[38], salon de 1884[16], et son pendant L'atelier de Léonard Limosin[39], 1885, huiles sur toiles marouflées en dessus-de-porte.
- Lyon, Lugdunum, ex-musée gallo-romain de Fourvière : La Cueille du gui, 1900, salon de 1901[30] , huile sur toile, 116 x 80 cm, restaurée en 2013, dite aussi La Cueillette du gui, réintitulée[Quand ?] Druides coupant le gui au sixième jour de la Lune[40].
- Paris, musée d'Orsay : La Fiancée de Bélus, 1885.
- Semur-en-Auxois, musée municipal : Siège d'Alésia : l'« artillerie » romaine dans ses retranchements[41], 1903?, salon de 1904, provenant de la collection de la Société des sciences historiques et naturelles de Semur-en-Auxois (SSSA).

### Œuvres non localisées
- Circé et les compagnons d'Ulysse, salon de 1879.
- Les Oies sacrées sauvent le Capitole, 1883.
- Les Oies du Capitole, 1889.
- Les Colombes du temple de Vénus, 1897.
- Bonaparte au trône de Charlemagne, salon de 1898, dit aussi Napoléon au trône de Charlemagne.
- Léda et le cygne, œuvre non datée, vers 1900, collection privée.
- Les Yeux de Cauchon, salon de 1907.

Œuvres d'Henri-Paul Motte
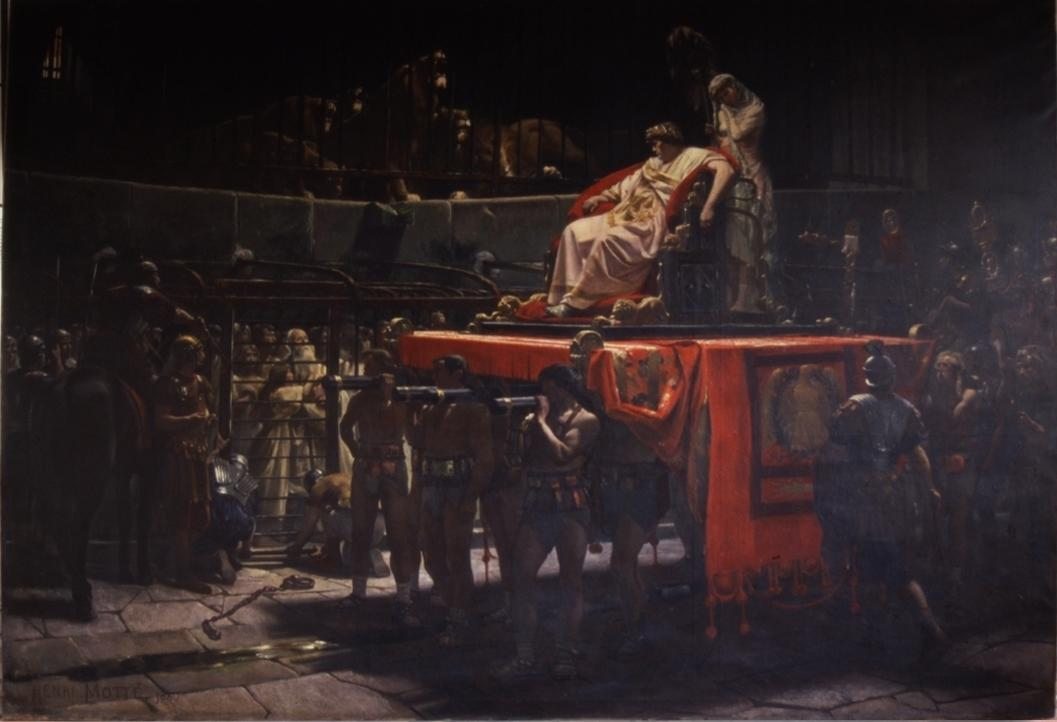
César s'ennuie, 1880, Auxerre, musée Saint-Germain.
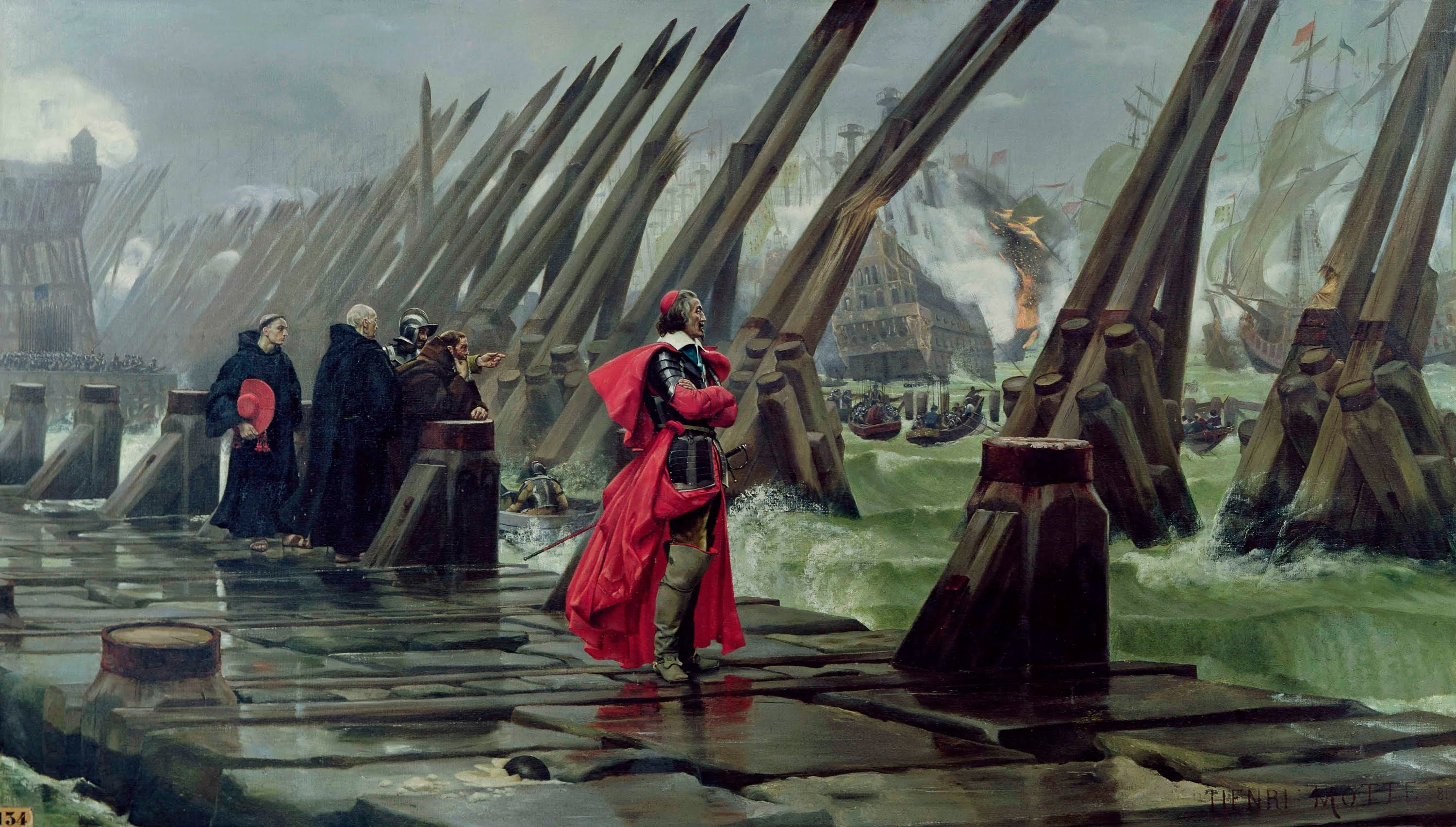
Richelieu sur la digue de La Rochelle (1881), La Rochelle, musée des Beaux-Arts de La Rochelle.
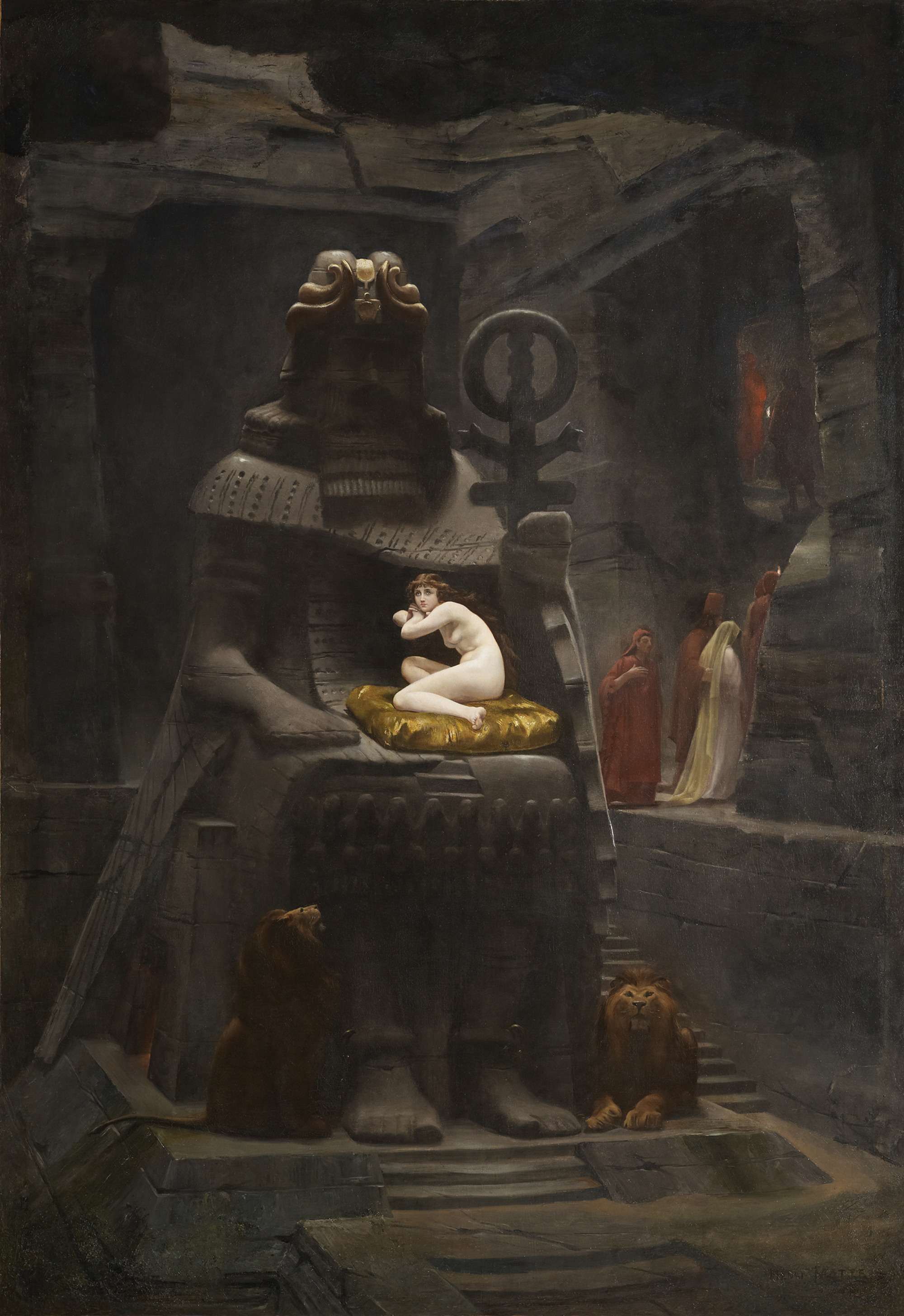
La Fiancée de Bélus (1885), Paris, musée d'Orsay.
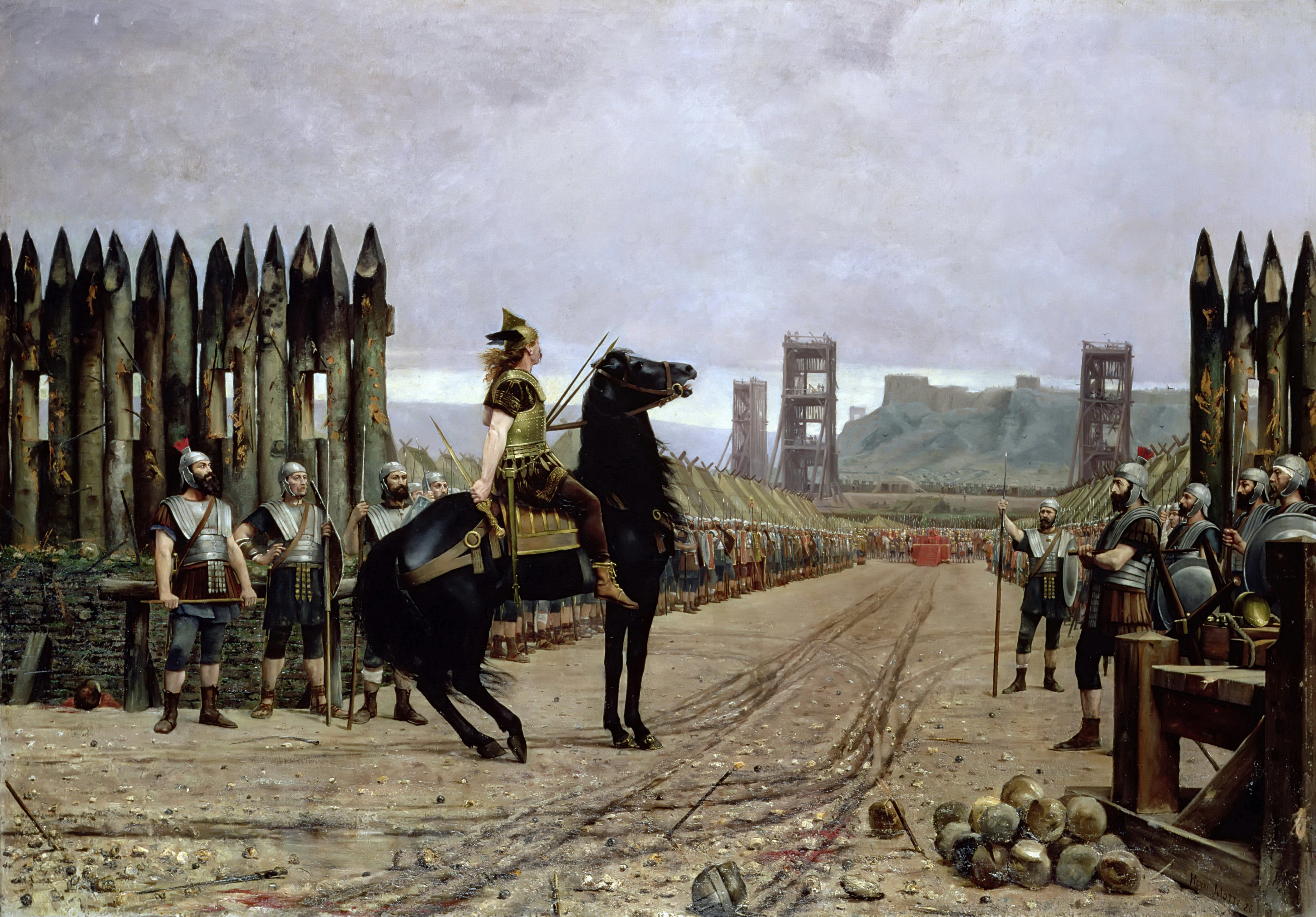
Vercingétorix se rendant à César (1886), Le Puy-en-Velay, musée Crozatier.
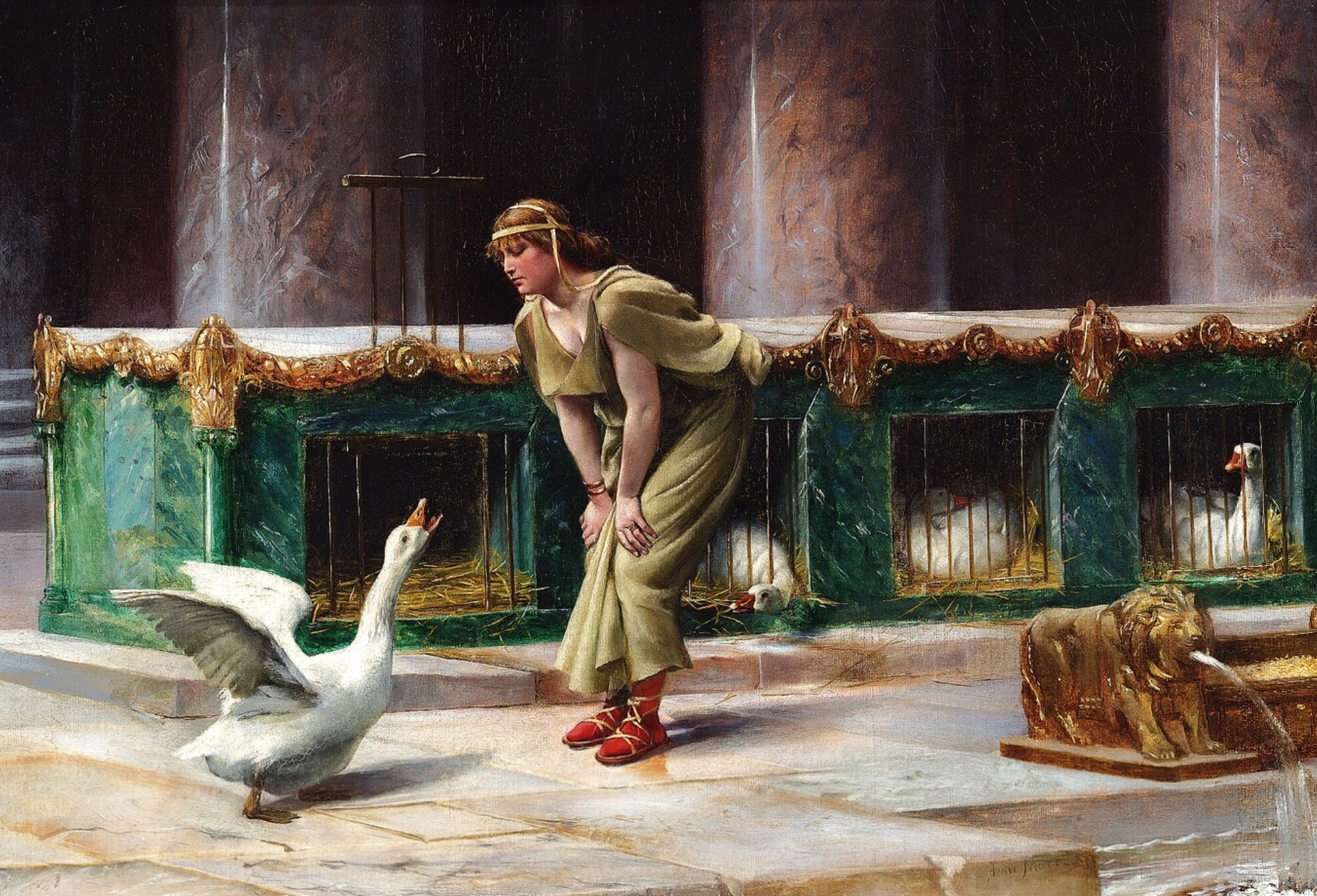
Les Oies du Capitole (1889), localisation inconnue.
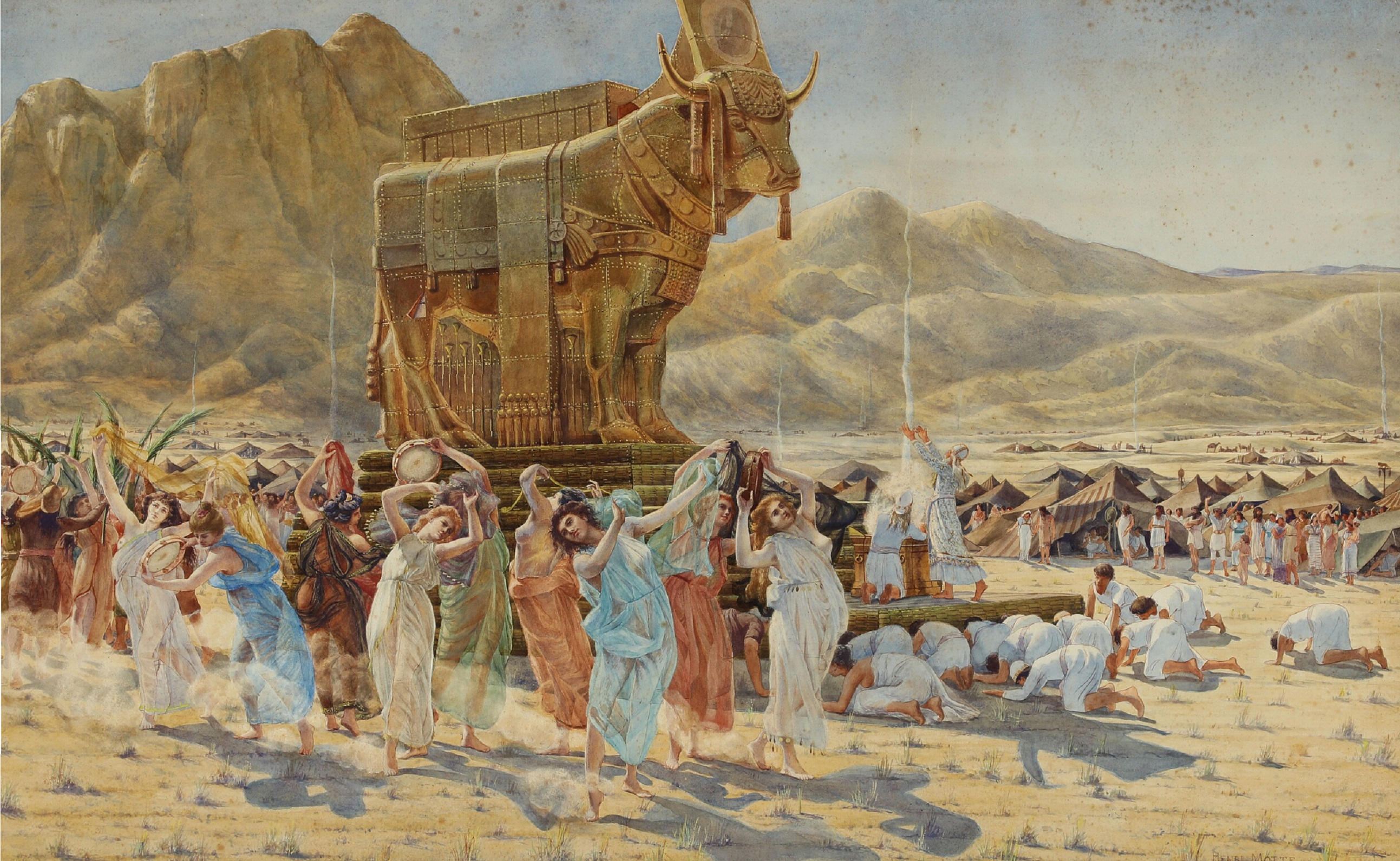
La Danse des Israélites autour du veau d'or (1899), localisation inconnue.